# Koguma no Misha
„Koguma no Misha“ (Мечето Миша) е японско аниме сериал в 26 епизода, заснет в студиото Nippon Animation по сценарий на Syuniti Yukimura.
Излъчен е по телевизия „Asahi“ през 1979 – 1980 г.

## Сюжет
В центъра на сюжета е самият мечок Миша, който се премества с родителите си в голям град и се опитва да намери приятели там.

## В ролите
- Акико Цубой – майката на Миша
- Банджо Гинга – бащата на Миша
- Хидейки Танака – дете
- Хироши Масуока – Кмет на селото
- Джоджи Янами – офицер Тодо
- Канета Кимоцуки – Дракон
- Азуе Комия – Мирумиру
- Кейко Хан – Наташа
- Кейко Йокодзава в ролята на Миша
- Масаши Аменомори – Тигър
- Наоки Тацута – пондо
- Шигеру Чиба – като Некосуки
- Шин Аомори – Конго